# Centrul Comercial Esplanada
Esplanada este un centru comercial în București, cartierul Pantelimon, fiind pe Șoseaua Vergului nr.20,  format dintr-un hipermarket Carrefour  cu o suprafață de vânzare 7362 m² și o galerie comercială de 11.600 m², unde sunt prezente următoarele magazine:
- Animax
- Arsis Vodafone
- Azzuro GSM
- B&B collection
- Boutique 17
- Clarfon
- Diamond Service GSM
- DIGI
- Diris Optica
- Diversity
- DM
- Dr. Max
- Dynamic Parcel Distribution
- Esenta Plant
- Etic
- Exzotica
- Fancy Ideals
- Flanco
- Flor de los Andes
- Francis
- HelpNet
- Imprinto
- Inmedio
- Joelle
- Jolidon
- Kallos
- Kenvelo
- LAVA & CUCE
- Lee Cooper
- Lensa
- Magnor
- Marionnaud
- Meli Melo
- Money Gram
- NoMasVello
- Noriel
- Orange Store
- Pepco
- RAIFFEISEN BANK
- Richard Shoes
- Rubina
- Secuiana
- Telekom
- Timeout
- Unic Royal Leather
- Veer
- Xpress
- Yokko
- Zoomania

Zona de mâncare din Centrul Comercial Esplanada oferă o varietate de opțiuni gastronomice, de la fast food la preparate tradiționale și internaționale. Vizitatorii pot savura diverse gusturi de la diverse restaurante precum: 
- Baciul Sibian
- Dinner Food
- Fornetti
- KFC
- LEE HO
- McDonald’s
- Sabrosa
- Spartan

Centrul este amplasat pe locul fostei fabrici Granitul și a fost deschis pe 1 octombrie 2003 în urma unei investiții de 55 de milioane de euro.  Este deținut de grupul francez Catinvest, care mai deține centrele comerciale Orhideea, Tom Constanța și Electroputere Parc.